# Charles L. Gaskill
Charles L. Gaskill, all'anagrafe Charles Leslie Gaskill (New Bern, 29 gennaio 1870 – Los Angeles, 9 dicembre 1943), è stato un regista, sceneggiatore e attore statunitense.

## Filmografia
La filmografia - basata su IMDb - è completa.

### Regista
- Winning Is Losing - cortometraggio (1912)
- The Illumination - cortometraggio (1912)
- The Cave Man, co-regia di Ralph Ince - cortometraggio (1912)
- The Hieroglyphic - cortometraggio (1912)
- The Serpents, co-regia di Ralph Ince - cortometraggio (1912)
- The Miracle - cortometraggio (1912)
- The Party Dress - cortometraggio (1912)
- Written in the Sand - cortometraggio (1912)
- Cleopatra (1912)
- The Wife of Cain - cortometraggio (1913)
- Vampire of the Desert - cortometraggio (1913)
- A Sister to Carmen (1913)
- A Princess of Bagdad (1913)
- A Daughter of Pan - cortometraggio (1913)
- The Girl with the Hole in Her Stocking - cortometraggio (1914)
- Pieces of Silver: A Story of Hearts and Souls (1914)
- Fleur de Lys - cortometraggio (1914)
- And There Was Light - cortometraggio (1914)
- The Strange Story of Sylvia Gray (1914)
- The Moonshine Maid and the Man - cortometraggio (1914)
- Underneath the Paint - cortometraggio (1914)
- The Breath of Araby - cortometraggio (1915)
- The Still, Small Voice - cortometraggio (1915)
- Snatched from a Burning Death - cortometraggio (1915)
- Miss Jekyll and Madame Hyde - cortometraggio (1915)
- The Confession of Madame Barastoff - cortometraggio (1915)
- The Common Sin
- The Sleep of Cyma Roget, co-regia di Legaren à Hiller (1920)

### Sceneggiatore
- The Miracle, regia di Charles L. Gaskill (1912)
- At the Eleventh Hour, regia di William V. Ranous (1912)
- The Heart of Esmeralda, regia di  W.V. Ranous (William V. Ranous) (1912)
- The Higher Mercy, regia di William V. Ranous (1912)
- Cleopatra, regia di Charles L. Gaskill (1912)
- Two Women and Two Men, regia di Van Dyke Brooke (1912)
- The Wife of Cain, regia di Charles L. Gaskill - cortometraggio (1913)
- A Sister to Carmen, regia di Charles L. Gaskill - cortometraggio (1913)
- A Princess of Bagdad, regia di Charles L. Gaskill (1913)
- A Daughter of Pan, regia di Charles L. Gaskill - cortometraggio (1913)
- The Girl with the Hole in Her Stocking, regia di Charles L. Gaskill - cortometraggio (1914)
- Pieces of Silver: A Story of Hearts and Souls, regia di Charles L. Gaskill (1914)
- Fleur de Lys, regia di Charles L. Gaskill - cortometraggio (1914)
- And There Was Light, regia di Charles L. Gaskill - cortometraggio (1914)
- The Strange Story of Sylvia Gray, regia di Charles L. Gaskill (1914)
- The Moonshine Maid and the Man, regia di Charles L. Gaskill (1914)
- Underneath the Paint, regia di Charles L. Gaskill - cortometraggio (1914)
- The Breath of Araby, regia di Charles L. Gaskill - cortometraggio (1915)
- The Still, Small Voice, regia di Charles L. Gaskill - cortometraggio (1915)
- Snatched from a Burning Death, regia di Charles L. Gaskill - cortometraggio (1915)
- Miss Jekyll and Madame Hyde, regia di Charles L. Gaskill (1915)
- The Confession of Madame Barastoff, regia di Charles L. Gaskill - cortometraggio (1915)
- Mrs. Dane's Danger, regia di Wilfrid North (1916)
- Lights of New York, regia di Van Dyke Brooke (1916)
- The Daring of Diana, regia di S. Rankin Drew (1916)
- The Common Sin
- The Sleep of Cyma Roget, regia di Charles L. Gaskill e Legaren à Hiller (1920)
- Le catene del cuore (Let Not Man Put Asunder), regia di J. Stuart Blackton (1924)

### Attore
- The Danger Zone, regia di Robert N. Bradbury (1925)